# Rohrbacher Siedlung
Die Rohrbacher Siedlung ist ein Ortsteil des Stadtteils Rohrbach von St. Ingbert, Saarpfalz-Kreis.
Die Siedlung entstand ab 1936 auf der Gemarkung „Steiler Berg“ im Rahmen der Vorschriften des Reichsheimstättengesetzes, die auch im Gau Pfalz-Saar umgesetzt wurden. Vor Ort war Andreas Badar für das Projekt „Waldsiedlung am Tummelplatz“ verantwortlich, damaliger Ortsgruppenleiter der NSDAP und späterer Bürgermeister. Zu den Voraussetzungen für die Bewerbung zählten eine amtsärztliche Untersuchung, der Nachweis der „arischen Abstammung“, der Nachweis von 750 Reichsmark Eigenkapital, ein Arbeitgeberdarlehen von 750 Reichsmark sowie die Verpflichtung, 1200 Stunden Eigenleistung zu erbringen. Insgesamt wurden 44 zumeist kinderreiche Familien ausgesucht. Der erste Spatenstich erfolgte am 1. Mai 1936. Die Häuser wurden später per Los zugeteilt. Im August 1937 begannen die Einzüge. Im Spätherbst 1937 erhielt jede Familie eine Ziege, ein Schwein und 5 Hühner zur Eigenversorgung. Zu Weihnachten 1937 waren die Häuser elektrisch versorgt. Während des Zweiten Weltkrieges lag im Waldgebiet im Bereich des Steigbergs ein großes Munitionsdepot der Wehrmacht, das von den Alliierten mit Bomben angegriffen wurde. 
1952 wurde eine Neu-Siedlergemeinschaft gegründet, die in den Jahren 1954 bis 1976 in neun Bauabschnitten 62 neue Häuser auf dem Land der Gemeinde errichtete. Die Siedlergemeinschaft zählt etwa 235 Mitglieder.